# Eubleptus
Eubleptus (лат.) — род вымерших насекомых с неполным превращением из отряда палеодиктиоптер. Единственный род в семействе Eubleptidae. Обнаружены в ископаемых отложениях каменноугольного периода Северной Америки (США, штат Иллинойс) (311,45—306,95 миллионов лет назад).

## Классификация
Род включает 2 вида:
- †Eubleptus danielsi Handlirsch, 1906
- †Eubleptus maculosus Carpenter, 1992